# 北京人民芸術劇院
北京人民芸術劇院（ペキンじんみんげいじゅつげきいん）は、中国（中華人民共和国）の劇団。略称は、北京人芸もしくは人芸。
同国の話劇（日本の新劇に該当）界を代表する劇団である。

## 概要・略歴
北京市政府所属。本拠地は北京市王府井。4つの劇場（首都劇場・北京人芸小劇場（閉鎖）・北京人芸実験劇場、菊隠劇場）を有する。
1950年1月に北京人民芸術劇院が李伯釗を院長に創立された。1951年2月、北京の不潔などぶの埋め立て、改造を通して新旧北京の変化を描いた老舎『龍鬚溝』を上演、焦菊隠の演出もあり大成功を博する。しかし、この時の北京人芸は歌舞、音楽なども含む総合芸術団体だった。1952年5月に話劇劇団に特化した北京人民芸術劇院に改組される。今日、北京人芸は1952年を創立の年としている。改組後の初代劇院長は劇作家の曹禺で、1996年の逝去まで院長を務めた。
1950年代より、曹禺『雷雨』（夏淳演出、1954年）、老舎『茶館』（焦菊隠演出、1958年）、郭沫若『虎符』（焦菊隠演出、1957年）『蔡文姫』（焦菊隠演出、1962年）などを上演する。焦菊隠演出による『茶館』『蔡文姫』は話劇民族化の模範とされ、今日まで上演され続けている。
1966年からの文化大革命中は、北京話劇団と改称させられる。
1978年北京人民芸術劇院の名称が復活、復活第一作として『蔡文姫』を復活上演、1979年には『茶館』『雷雨』を復活上演する。これらの舞台は、文革以前の俳優チームが分散しなかったこと、俳優たちが円熟期を迎えていたこともあり、大きな成功を収める。特に『茶館』は欧州（1981年）、日本（1983年）でも公演が行われてやはり大成功した。来日は中国好きの杉村春子と民音の尽力によるもの。また、蘇叔陽『丹心譜』（1978年）、魏敏他『紅白喜事』（1984年）、錦雲『犬だんなの涅槃』（1986年）、何冀平『天下第一楼』（1988年）など新作も話題を呼ぶ。アーサー・ミラー『セールスマンの死』（1983年）など翻訳劇も高い評価を受けた。こうして北京人芸は中国を代表する話劇（現代劇）劇団との名声を確立する。その特色は、個性をもった人物像の創造と北京の地方色に満ちた舞台とされる。
一方、高行健劇作、林兆華演出で上演した『絶対信号』（1982年）『バス停』（1983年）『野人』（1985年）は、中国における小劇場演劇、実験演劇の先頭を切るものとなった。1980年代のこれらの作品は、中国演劇史のうえで極めて重要な位置を占めている。
1990年代以降も、過士行『鳥人』（1993年）、錦雲『阮玲玉』（1994年）、過士行『魚人』（1997年）などのヒット作をとばす。1998年後半から首都劇場改装のため約一年間休演した後、1999年10月林兆華の新演出による老舎『茶館』で活動を再開した。
21世紀の現在も、『雷雨』『茶館』『蔡文姫』『天下第一楼』など名作を繰り返し上演すると共に、新作上演にも意欲的に取り組み、1980年代以来の中国を代表する話劇劇団という名声を維持している。2020年現在、院長は演出家の任鳴。

## 主な上演作品
- 雷雨
- 茶館
- 日出
- 北京人
- 駱駝祥子
- 蔡文姫
- 王昭君
- 非常信号(絶対信号）
- 李白
- 鳥人
- 棋人
- 魚人
- 万家灯火
- 天下第一楼
- 趙氏孤児
- セールスマンの死
- ハムレット
- 窩頭会館

## 主な劇作家
- 曹禺
- 老舎
- 郭沫若
- 高行健
- 劉錦雲

## 主な演出家
- 焦菊隠
- 夏淳
- 林兆華
- 顧威
- 任鳴
- 李六乙
- 徐昂

## 主な所属・出身俳優
- 于是之
- 藍天野
- 鄭榕
- 英若誠
- 朱琳
- 朱旭
- 濮存昕
- 宋丹丹
- 楊立新
- 英達
- 馮遠征
- 龔麗君
- 徐帆
- 何氷
- 胡軍